# ريجنالد إف. نيكلسون
ريجنالد إف. نيكلسون (بالإنجليزية: Reginald F. Nicholson)‏ هو ضابط أمريكي، ولد في 15 ديسمبر 1852 في واشنطن العاصمة في الولايات المتحدة، وتوفي في 19 ديسمبر 1939 في بيثيسدا في الولايات المتحدة.